# Alex Oxlade-Chamberlain
Alexander Mark David 'Alex' Oxlade-Chamberlain (Portsmouth, 15 augustus 1993) is een Engelse voetballer die doorgaans op het middenveld speelt. Hij verruilde Liverpool in augustus 2023 transfervrij voor Beşiktaş. Oxlade-Chamberlain debuteerde in 2012 in het Engels voetbalelftal.
Oxlade-Chamberlain werd op 28 september 2011 de jongste Engelse doelpuntenmaker in de UEFA Champions League ooit. Hij scoorde op 4 februari 2012 tweemaal tegen Blackburn Rovers en werd daarmee ook de jongste speler ooit die twee keer scoorde in een wedstrijd in de Premier League. Hij nam dit record over van Wayne Rooney.

## Clubcarrière

### Southampton
Op zijn zevende werd hij opgenomen in de voetbalacademie van Southampton FC, een academie waarop ook spelers als Gareth Bale en Theo Walcott hebben gezeten. Hij was 16 jaar en 199 dagen toen hij zijn debuut (op 2 maart 2010) maakte bij het eerste elftal van Southampton. Hij was invaller in de met 5-0 gewonnen wedstrijd tegen Huddersfield Town FC, en werd zo de op een na jongste speler ooit die voor Southampton uitkwam, na Theo Walcott. Alex kwam voor het eerst aan de aftrap op 10 augustus 2010 tegen Bournemouth in de eerste ronde van de eerste ronde van de League Cup. Hij scoorde de tweede goal in een 5-0-overwinning, dat was dan ook meteen zijn eerste goal in het eerste team.
Oxlade-Chamberlains eerste basisplaats in de competitie was geen succes. Southampton verloor met 2-0 in eigen huis tegen Rochdale FC, op 4 september 2010. Op 27 oktober scoorde hij zijn eerste goal in competitieverband: hij maakte de openingstreffer in een met 2-1 gewonnen match tegen Oldham FC. De speeldag daarna op 2 november maakte hij twee doelpunten en gaf hij een assist, wat hem voor het eerst Man of the Match maakte.
Hij eindigde het seizoen met tien doelpunten en werd verkozen in het PFA Team of the Year van de League One.

### Arsenal
Arsenal haalde Oxlade-Chamberlain in augustus 2011 voor een prijs die rond de €12 miljoen zou liggen. Hij maakte op 28 augustus 2011 zijn Arsenal-debuut in een met 8–2 verloren wedstrijd op Old Trafford tegen Manchester United. Hij viel in in de 62ste minuut voor Francis Coquelin. Op 20 september maakte hij zijn eerste goal voor Arsenal, in een wedstrijd in de League Cup tegen Shrewsbury Town.
Bij zijn debuut in de Champions League, op 28 september 2011, maakte hij het openingsdoelpunt, tegen Olympiakos Piraeus. Hiermee werd hij de jongste Engelsman die scoorde in de Champions League. Zijn voorganger was zijn ploeggenoot Theo Walcott. Op 4 februari 2012 maakte Oxlade-Chamberlain zijn eerste doelpunt in de Premier League. In een gewonnen thuiswedstrijd tegen Blackburn Rovers (7-1) nam hij twee doelpunten voor zijn rekening.

### Liverpool
Oxlade-Chamberlain verruilde Arsenal in augustus 2017 voor Liverpool, dat circa 38 miljoen euro voor hem betaalde. Hij speelde hier in zijn eerste seizoen 32 speelronden, maar scheurde in april 2018 tijdens een wedstrijd tegen AS Roma in de halve finale van de Champions League een kruisband. Het kostte hem ruim tien maanden om hiervan te herstellen, Daarna hield een hamstringblessure hem nog een maand aan de kant. Hij speelde hierdoor in heel seizoen 2018/19 maar twee wedstrijden. Oxlade-Chamberlain kwam in zijn derde seizoen bij Liverpool 30 speelronden in actie, waarna hij in augustus 2020 weer een langdurige knieblessure opliep. Hiermee was hij deze keer tot en met december 2020 zoet. Hij miste ook de eerste drie maanden van 2022/23, nu vanwege hamstringklachten. Zijn rol bij Liverpool was inmiddels ver uitgespeeld. Hij kwam de rest van het seizoen ook niet veel meer voor in de plannen van trainer Jurgen Klopp. Liverpool liet in mei 2023 weten dat Oxlade-Chamberlain de club aan het eind van het seizoen zou verlaten. Hij speelde hij in vijf jaar 103 wedstrijden voor Liverpool in de Premier League, waarvan 42 vanaf de aftrap.

### Beşiktaş
Oxlade-Chamberlain was in juli 2023 aan het einde van zijn contract bij Liverpool. Hij tekende die maand vervolgens tot medio 2026 bij Beşiktaş.

## Clubstatistieken
| Seizoen     | Club        | Competitie     | Competitie | Competitie | Competitie | Beker | Beker | Beker | Internationaal | Internationaal | Internationaal | Totaal | Totaal | Totaal |
| Seizoen     | Club        | Competitie     | Wed.       | Dlp.       | Ass.       | Wed.  | Dlp.  | Ass.  | Wed.           | Dlp.           | Ass.           | Wed.   | Dlp.   | Ass.   |
| ----------- | ----------- | -------------- | ---------- | ---------- | ---------- | ----- | ----- | ----- | -------------- | -------------- | -------------- | ------ | ------ | ------ |
| 2009/10     | Southampton | EFL League One | 2          | 0          | 0          | 0     | 0     | 0     | —              | —              | —              | 2      | 0      | 0      |
| 2010/11     | Southampton | EFL League One | 34         | 9          | 9          | 7     | 1     | 0     | —              | —              | —              | 41     | 10     | 9      |
| Club Totaal | Club Totaal | Club Totaal    | 36         | 9          | 9          | 7     | 1     | 0     | 0              | 0              | 0              | 43     | 10     | 9      |
| 2011/12     | Arsenal     | Premier League | 16         | 2          | 1          | 6     | 1     | 0     | 4              | 1              | 2              | 26     | 4      | 3      |
| 2012/13     | Arsenal     | Premier League | 25         | 1          | 3          | 4     | 1     | 0     | 4              | 0              | 0              | 33     | 2      | 3      |
| 2013/14     | Arsenal     | Premier League | 14         | 2          | 2          | 4     | 1     | 3     | 2              | 0              | 0              | 20     | 3      | 5      |
| 2014/15     | Arsenal     | Premier League | 23         | 1          | 1          | 5     | 0     | 2     | 9              | 2              | 2              | 37     | 3      | 5      |
| 2015/16     | Arsenal     | Premier League | 22         | 1          | 0          | 6     | 1     | 1     | 5              | 0              | 0              | 33     | 2      | 1      |
| 2016/17     | Arsenal     | Premier League | 29         | 2          | 7          | 9     | 3     | 3     | 7              | 1              | 1              | 45     | 6      | 11     |
| 2017/18     | Arsenal     | Premier League | 3          | 0          | 0          | 1     | 0     | 0     | —              | —              | —              | 4      | 0      | 0      |
| Club Totaal | Club Totaal | Club Totaal    | 132        | 9          | 14         | 35    | 7     | 9     | 31             | 4              | 5              | 198    | 20     | 28     |
| 2017/18     | Liverpool   | Premier League | 32         | 3          | 7          | 3     | 0     | 1     | 7              | 2              | 0              | 42     | 5      | 8      |
| 2018/19     | Liverpool   | Premier League | 2          | 0          | 0          | 0     | 0     | 0     | 0              | 0              | 0              | 2      | 0      | 0      |
| 2019/20     | Liverpool   | Premier League | 30         | 4          | 1          | 5     | 1     | 0     | 8              | 3              | 1              | 43     | 8      | 2      |
| 2020/21     | Liverpool   | Premier League | 13         | 1          | 1          | 1     | 0     | 0     | 3              | 0              | 0              | 17     | 1      | 1      |
| 2021/22     | Liverpool   | Premier League | 17         | 2          | 1          | 6     | 1     | 1     | 6              | 0              | 1              | 29     | 3      | 3      |
| 2022/23     | Liverpool   | Premier League | 9          | 1          | 0          | 3     | 0     | 0     | 1              | 0              | 0              | 13     | 1      | 0      |
| Club Totaal | Club Totaal | Club Totaal    | 103        | 11         | 10         | 18    | 2     | 2     | 25             | 5              | 2              | 146    | 18     | 14     |
| 2023/24     | Beşiktaş    | Süper Lig      | 20         | 4          | 1          | 2     | 0     | 0     | 8              | 0              | 0              | 30     | 4      | 1      |
| 2024/25     | Beşiktaş    | Süper Lig      | 18         | 1          | 0          | 2     | 0     | 0     | —              | —              | —              | 20     | 1      | 0      |
| Club Totaal | Club Totaal | Club Totaal    | 38         | 5          | 1          | 4     | 0     | 0     | 8              | 0              | 0              | 50     | 5      | 1      |
| Totaal      | Totaal      | Totaal         | 309        | 34         | 34         | 64    | 10    | 11    | 64             | 9              | 7              | 437    | 53     | 52     |

Bijgewerkt tot en met het seizoen 2024/25.

## Interlandcarrière
Oxlade-Chamberlain werd voor het eerst opgeroepen voor Engeland –18, op 16 november 2010, tegen Polen. De wedstrijd vond plaats in het Adams Park en werd met 3-0 gewonnen. Alex speelde 45 minuten. Enkele maanden later werd hij opgeroepen voor Engeland –19 voor een match tegen Duitsland op 8 februari. Op 2 februari werd hij al geselecteerd voor Engeland –21 voor een match tegen Italië. Hij speelde nog twee matchen voor de ploeg onder 18, maar vanaf september 2011 was hij een vaste waarde in –21.
Op 16 mei 2012 werd Oxlade-Chamberlain door bondscoach Roy Hodgson voor het eerst opgeroepen voor het Engels voetbalelftal, voor het EK voetbal 2012 in Polen en Oekraïne. Daar werd de ploeg van bondscoach Roy Hodgson in de kwartfinales na strafschoppen (2-4) uitgeschakeld door Italië. Hij kwam tijdens de EK-eindronde driemaal in actie voor The Three Lions.
| Interlands van Alex Oxlade-Chamberlain | Interlands van Alex Oxlade-Chamberlain | Interlands van Alex Oxlade-Chamberlain | Interlands van Alex Oxlade-Chamberlain | Interlands van Alex Oxlade-Chamberlain | Interlands van Alex Oxlade-Chamberlain | Interlands van Alex Oxlade-Chamberlain |
| №                                      | Datum                                  | Wedstrijd                              | Uitslag                                | Soort wedstrijd                        | Doelpunten                             | Assists                                |
| Als speler bij Arsenal                 | Als speler bij Arsenal                 | Als speler bij Arsenal                 | Als speler bij Arsenal                 | Als speler bij Arsenal                 | Als speler bij Arsenal                 | Als speler bij Arsenal                 |
| -------------------------------------- | -------------------------------------- | -------------------------------------- | -------------------------------------- | -------------------------------------- | -------------------------------------- | -------------------------------------- |
| 1.                                     | 26 mei 2012                            | Noorwegen – Engeland                   | 0 – 1                                  | Vriendschappelijk                      | 0                                      | 0                                      |
| 2.                                     | 2 juni 2012                            | Engeland – België                      | 1 – 0                                  | Vriendschappelijk                      | 0                                      | 0                                      |
| 3.                                     | 11 juni 2012                           | Engeland – Frankrijk                   | 1 – 1                                  | EK 2012                                | 0                                      | 0                                      |
| 4.                                     | 15 juni 2012                           | Engeland – Zweden                      | 3 – 2                                  | EK 2012                                | 0                                      | 0                                      |
| 5.                                     | 19 juni 2012                           | Oekraïne – Engeland                    | 0 – 1                                  | EK 2012                                | 0                                      | 0                                      |
| 6.                                     | 7 september 2012                       | Moldavië – Engeland                    | 0 – 5                                  | Kwalificatie WK 2014                   | 0                                      | 0                                      |
| 7.                                     | 11 september 2012                      | Engeland – Oekraïne                    | 1 – 1                                  | Kwalificatie WK 2014                   | 0                                      | 0                                      |
| 8.                                     | 12 oktober 2012                        | Engeland – San Marino                  | 5 – 0                                  | Kwalificatie WK 2014                   | 1                                      | 0                                      |
| 9.                                     | 17 oktober 2012                        | Polen – Engeland                       | 1 – 1                                  | Kwalificatie WK 2014                   | 0                                      | 0                                      |
| 10.                                    | 22 maart 2013                          | San Marino – Engeland                  | 0 – 8                                  | Kwalificatie WK 2014                   | 1                                      | 0                                      |
| 11.                                    | 29 mei 2013                            | Engeland – Ierland                     | 1 – 1                                  | Vriendschappelijk                      | 0                                      | 0                                      |
| 12.                                    | 2 juni 2013                            | Brazilië – Engeland                    | 2 – 2                                  | Vriendschappelijk                      | 1                                      | 0                                      |
| 13.                                    | 14 augustus 2013                       | Engeland – Schotland                   | 3 – 2                                  | Vriendschappelijk                      | 0                                      | 0                                      |
| 14.                                    | 5 maart 2014                           | Engeland – Denemarken                  | 1 – 0                                  | Vriendschappelijk                      | 0                                      | 0                                      |
| 15.                                    | 4 juni 2014                            | Ecuador – Engeland                     | 2 – 2                                  | Vriendschappelijk                      | 0                                      | 0                                      |
| 16.                                    | 3 september 2014                       | Engeland – Noorwegen                   | 1 – 0                                  | Vriendschappelijk                      | 0                                      | 0                                      |
| 17.                                    | 9 oktober 2014                         | Engeland – San Marino                  | 5 – 0                                  | Kwalificatie EK 2016                   | 0                                      | 2                                      |
| 18.                                    | 12 oktober 2014                        | Estland – Engeland                     | 0 – 1                                  | Kwalificatie EK 2016                   | 0                                      | 0                                      |
| 19.                                    | 15 november 2014                       | Engeland – Slovenië                    | 3 – 1                                  | Kwalificatie EK 2016                   | 0                                      | 0                                      |
| 20.                                    | 18 november 2014                       | Schotland – Engeland                   | 1 – 3                                  | Vriendschappelijk                      | 1                                      | 0                                      |

Bijgewerkt t/m 15 juni 2015

## Erelijst
| Competitie            |         |                           |         |         |
| Competitie            | Aantal  | Jaren                     |         |         |
| Arsenal               | Arsenal | Arsenal                   | Arsenal | Arsenal |
| --------------------- | ------- | ------------------------- | ------- | ------- |
| FA Cup                | 3x      | 2013/14, 2014/15, 2016/17 |         |         |
| FA Community Shield   | 3x      | 2014, 2015, 2017          |         |         |
| Liverpool             |         |                           |         |         |
| UEFA Champions League | 1x      | 2018/19                   |         |         |
| UEFA Super Cup        | 1x      | 2019                      |         |         |
| FIFA Club World Cup   | 1x      | 2019                      |         |         |
| Premier League        | 1x      | 2019/20                   |         |         |
| EFL Cup               | 1x      | 2021/22                   |         |         |

## Privé
Oxlade-Chamberlain is een zoon van voormalig Engels international en speler van onder meer Stoke City en Portsmouth Mark Chamberlain, zijn oom Neville Chamberlain was ook profvoetballer.
In The Sun vertelde Oxlade-Chamberlain dat hij bijna rugby had verkozen boven voetbal, maar toen hij de aanbieding van Southampton kreeg wilde hij die kans niet laten schieten.
Oxlade-Chamberlain heeft een relatie met zangeres Perrie Edwards van de Engelse meidengroep Little Mix.